# Paüls
Paüls è un comune spagnolo di 629 abitanti situato nella comunità autonoma della Catalogna.